# Sujay Ghorpade
Sujay Ghorpade (* 10. Januar 1965) ist ein indischer Tischtennisspieler. Er nahm an den Olympischen Spielen 1988 und 1992 teil. 

## Werdegang
Sujay Ghorpade trat bei den Olympischen Spielen 1988 in Seoul  im Einzel- und Doppelwettbewerb an. 1988 gewann er im Einzel einmal und verlor sechsmal. Damit landete er auf Platz 49. Im Doppel mit Kamlesh Mehta kam er nach zwei Siegen und 5 Niederlagen auf Platz 21. 1992 in Barcelona war er nur im Doppelwettbewerb vertreten. Hier blieb er, wieder mit Kamlesh Mehta, sieglos bei drei Niederlagen, was nur zum geteilten letzten Platz 25 reichte.
Im Jahre 1989 wurde Sujay Ghorpade in der Weltrangliste auf Platz 129 geführt.
Später war Sujay Ghorpade in Neuseeland und Australien aktiv.

## Spielergebnisse
- Olympische Spiele 1988 Einzel[3]
  - Siege: Francisco López (Venezuela)
  - Niederlagen: Zoran Primorac (Jugoslawien), Jörg Roßkopf (Bundesrepublik Deutschland), Yoshihito Miyazaki (Japan), Atanda Musa (Nigeria), Gary Haberl (Australien), Andrzej Grubba (Polen)
- Olympische Spiele 1988 Doppel mit Kamlesh Mehta[4]
  - Siege: Mourad Sta/Sofiane Ben Letaief (Tunesien), Liu Fuk Man/Chan Chi Ming (Hongkong)
  - Niederlagen: Seiji Ono/Yoshihito Miyazaki (Japan), Alan Cooke/Carl Prean (Großbritannien), Tibor Klampár/Zsolt Kriston (Ungarn), Chen Longcan/Wei Qingguang (China), Erik Lindh/Jörgen Persson (Schweden)
- Olympische Spiele 1992 Doppel mit Kamlesh Mehta[5]
  - Siege: -
  - Niederlagen: Ilija Lupulesku/Slobodan Grujić (IOA = Individual Olympic Athletes), Jan-Ove Waldner/Mikael Appelgren (Schweden), Kinjiro Nakamura/Takehiro Watanabe (Japan)